# Alexandru Ciucurencu
Alexandru Ciucurencu  (n. 27 septembrie 1903, Tulcea, România – d. 27 decembrie 1977, București, România) a fost un pictor român, membru corespondent (din 1963) al Academiei Române.

## Date biografice
Și-a început cariera de pictor în 1916 la Tulcea, prin ucenicia sub maistrul iconar Mihail Paraschiv..
A studiat pictura la Școala de Arte Frumoase din București (1921 - 1928), unde i-a avut ca profesori pe George Demetrescu Mirea și pe Camil Ressu. Mai târziu, va urma cursuri de anatomie cu doctorul Rainer, la Baia Mare. Ciucurencu își face debutul artistic la Salonul Oficial București în anul 1930. După ce a lucrat un timp cu grupul de artiști care formau Școala de la Baia Mare, a studiat la Academia Julian din Paris și în atelierul lui André Lhote. În 1948, a devenit profesor, apoi redactor (1957- 1968), la Institutul de Arte Plastice Nicolae Grigorescu din București. A fost membru corespondent al Academiei Române din 1963.
Colorist exultant într-o fază inițială, a evoluat spre o paletă mai rafinată, un desen concis și compoziții geometrizate. Acesta se folosește de o paletă aproape monocromă de culori, făsă să îmbine tonurile închise și deschise, ci mai degrabă lucrează în tonuri calde și reci. Pe alocuri, pictura sa are aspecte de acuarelă, cu accente de contur.
Paleta tematică a creaților sale este destul de largă, cel mai bine a excelat în portretistică, dar și în peisaje.  În prima perioadă de creație a pictat mai ales naturi moarte, nuduri și peisaje, care se remarcă prin armonie coloristică. După 1944, Ciucurencu și-a schimbat tematica, realizând compoziții cu subiecte istorice sau sociale. A mai pictat și portrete ale personalități culturale (Sonia Cluceru, Krikor H. Zambaccian, George Călinescu, Mihail Jora, etc.) sau portrete de muncitori și peisaje industriale.

## Lucrări
- Pieta, 1930
- Jucătoarea de șah, 1941
- Ana Ipătescu, 1949
- Epilogul răscoalelor, 1957
- 1 Mai liber, 1958
- Olga Bancic pe eșafod, 1959
- Portret de bărbat (reprezentându-l pe poetul Marcel Breslașu) în colecția Muzeul Național Brukenthal din Sibiu.[11]
- Scriitorul și criticul literar George Călinescu, 1952
- Doamna Călinescu, 1962

## Premii și distincții
- Laureat al Salonului oficial (1930) [7]
- Ordinul Muncii clasa I (1948)
- titlul de Maestru emerit al artei din Republica Populară Romînă (6 august 1956) „pentru activitate îndelungată și realizări valoroase în domeniul creației plastice”[12]
- Premiul Ion Andreescu al Academiei Române (1956)
- Ordinul „Steaua Republicii Populare Romîne” clasa a IV-a (12 august 1959) „pentru activitate rodnică în dezvoltarea științei și culturii din Republica Populară Romînă”[13]
- titlul de Artist al Poporului din Republica Populară Romînă (13 ianuarie 1964) „pentru merite deosebite în activitatea desfășurată in domeniul teatrului, muzicii și artelor plastice”[14]
- Ordinul „Tudor Vladimirescu” clasa a IV-a (30 aprilie 1966) „cu prilejul celei de-a 45-a aniversări de la înființarea Partidului Partidului Comunist din România, pentru merite deosebite în opera de construire a socialismului”[15]
- Ordinul „Meritul Cultural” clasa I (26 septembrie 1966) „pentru merite deosebite în activitatea literară, artistică și de răspîndire a culturii naționale, cu prilejul Centenarului Academiei Republicii Socialiste România”[16]
- Ordinul „Steaua Republicii Socialiste România” clasa a II-a (20 aprilie 1971) „pentru merite deosebite în opera de construire a socialismului, cu prilejul aniversării a 50 de ani de la constituirea Partidului Comunist Român”[17]
- Ordinul „Steaua Republicii Socialiste România” clasa I (11 octombrie 1973) „pentru activitate îndelungată și merite deosebite în domeniul artelor plastice [...], cu prilejul împlinirii vîrstei de 70 de ani”[18]

### Elevi ai lui Alexandru Ciucurencu
- Traian Brădean
- Horea Paștina
- Angela Popa Brădean
- Gheorghe Zidaru
- Serghei Niculescu-Mizil
- Constantin Piliuță

## Trivia
Tablouri și un volum de picturi apar în apartamentul lui Frasier in serialul Frasier. (Sezonul 6 episodul 5, sezonul 9 episodul 8 și sezonul 9, episodul 24.)